# Friedrich von Veterani

Friedrich Graf Veterani

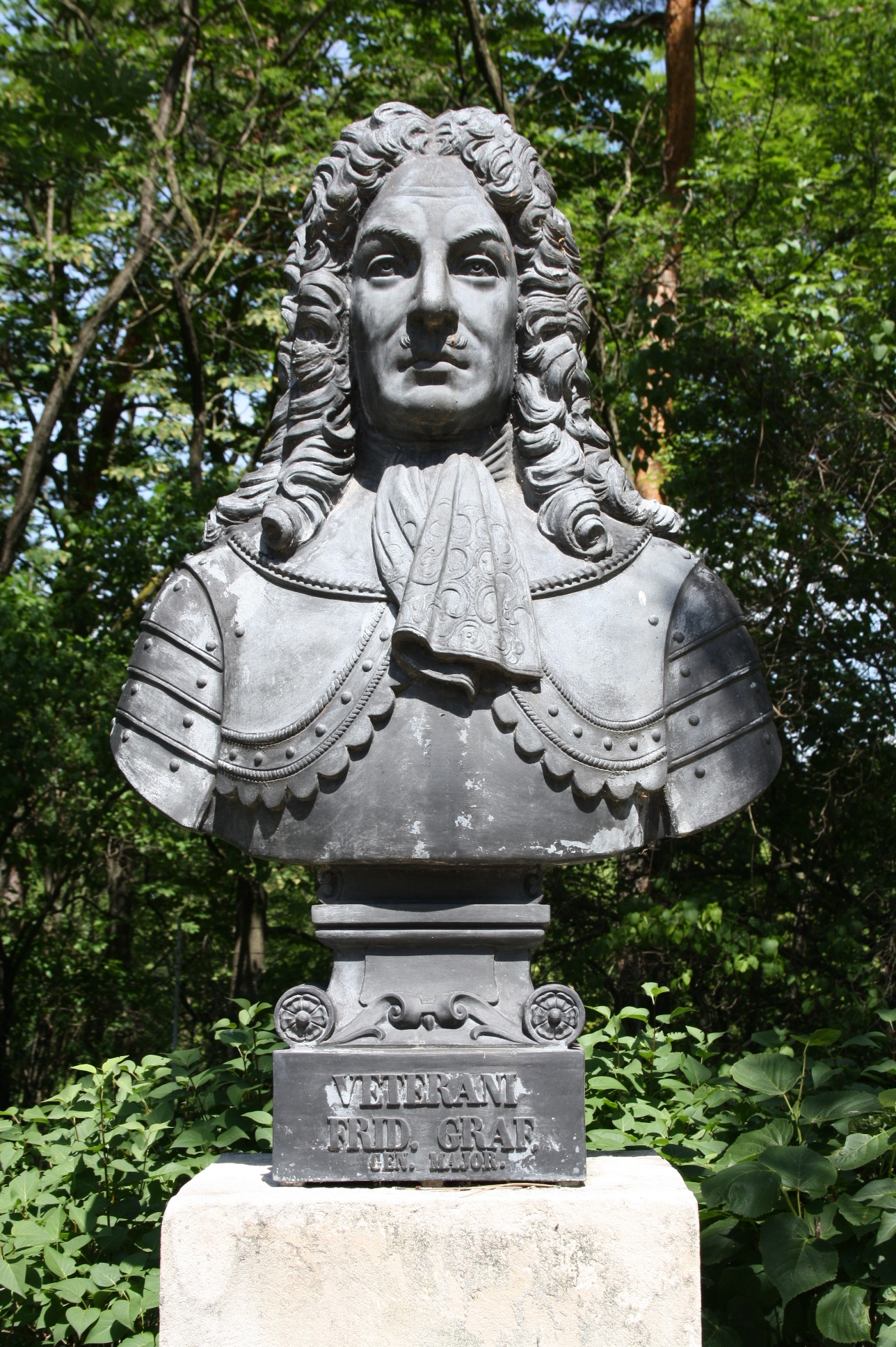
Büste in der Gedenkstätte Heldenberg

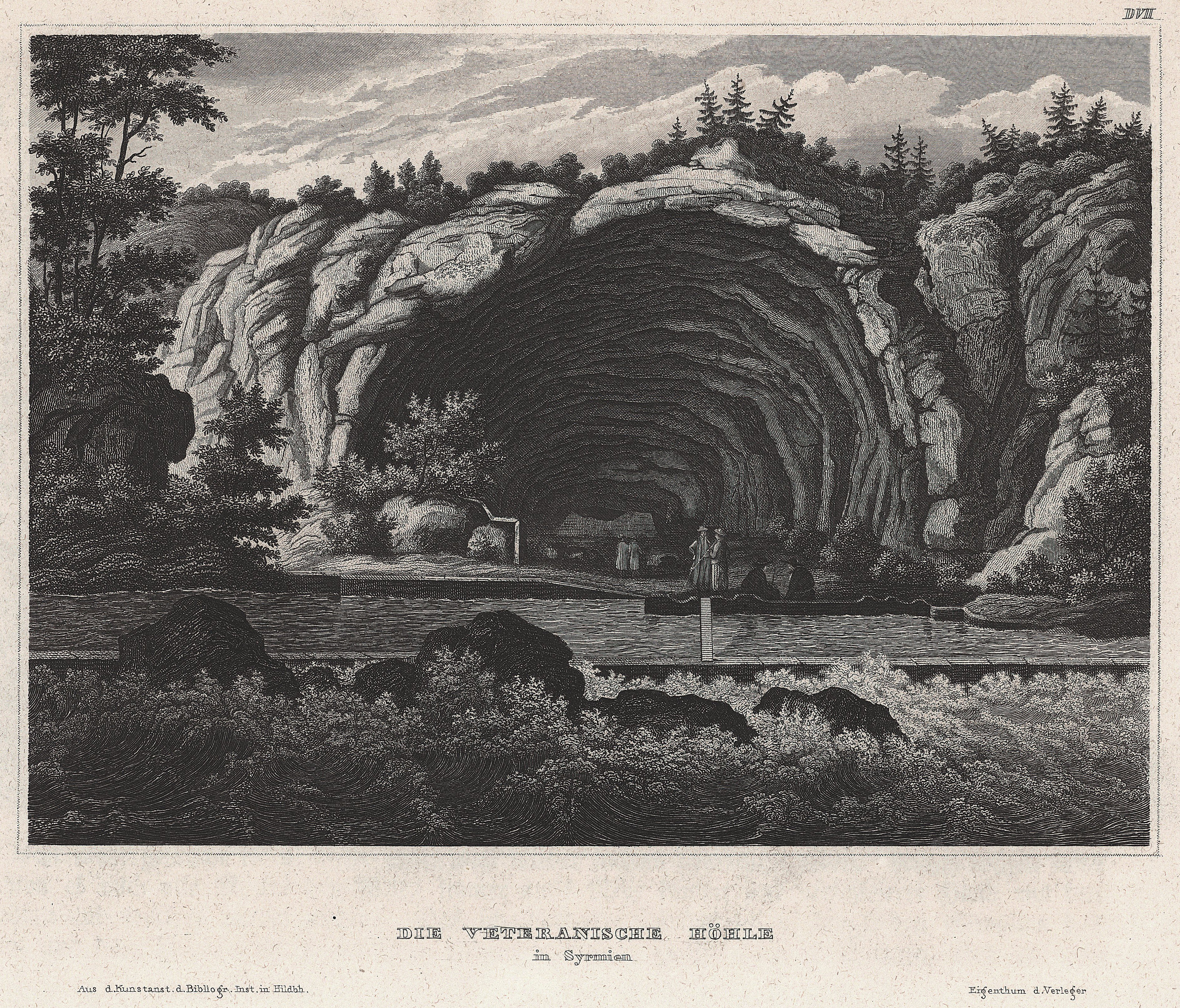
Die Veteranische Höhle auf einem Stahlstich von 1844

Friedrich Ambros Graf Veterani (* um 1650 im Herzogtum Urbino; † 21. September 1695 bei Lugos) war ein kaiserlicher General der Kavallerie.

## Leben
Der gebürtige Italiener dürfte schon in frühen Jugendjahren in die kaiserliche Armee eingetreten sein. Ein am 12. Februar 1682 ausgestelltes Offizierspatent bezieht sich auf bis dahin geleistete Kriegsdienste und Kriegserfahrung. Während der Zweiten Wiener Türkenbelagerung verteidigte Veterani als Oberst mit 1000 Kürassieren eine der Donaubrücken. Im darauf folgenden Großen Türkenkrieg nahm Veterani an mehreren Feldzügen teil. 1684 tat er sich unter dem Befehl von Feldmarschall Antonio von Caraffa im Kampf um die Festung Neuhäusel hervor, wo er mehrere von feindlichen Truppen unter Emmerich Thököly eingeschlossene Regimenter befreite. Im Jahr darauf hatte Veterani maßgeblichen Anteil an der Eroberung von Eperies, woraufhin er am 12. September 1685 zum Generalfeldwachtmeister befördert wurde. 1686 erwarb er sich bei der Eroberung von Szegedin wiederum hohe Verdienste. Am 13. Juli 1688 wurde Veterani zum Feldmarschallleutnant ernannt, kurz darauf marschierte er mit seinen Truppen unter dem Befehl von Ludwig Wilhelm von Baden-Baden entlang des rechten Donauufers auf Belgrad zu. Im Gefecht von Widdin 1689 wurde er durch eine Musketenkugel verwundet und erhielt in weiterer Folge das Kommando über die Festung Nissa, welche er erfolgreich gegen mehrere Angriffe verteidigte. Am 16. August 1690 wurde er zum General der Kavallerie befördert, im Jahr darauf übergab er das Festungskommando an Guidobald von Starhemberg und stieß wieder zur Hauptarmee unter Ludwig Wilhelm von Baden-Baden, in dessen Abwesenheit er bisweilen selbst den Oberbefehl führte.

### Veteranische Höhle
1691 gelang Veterani die Eroberung der Festung Lippa, sein Hauptaugenmerk war nun ganz auf die Verteidigung Siebenbürgens gerichtet, insbesondere der Verhinderung türkischer Aktivitäten auf der Donau. So ließ er 1692 die bis dahin unter dem Namen „Piskabara“ bekannte Uferhöhle durch den kaiserlichen Hauptmann d´Arnau erforschen, mit 300 Mann besetzen und befestigen. Ende März begann der Angriff eines türkischen Heeres auf die befestigte Höhle. Erste Attacken von türkischen Tschaiken – Schiffe mit bis zu 300 Mann Besatzung und 3 Kanonen – wurden zunächst abgewiesen, nach 45-tägiger Belagerung durch immer wieder attackierende Landstreitkräfte musste sich die kaiserliche Besatzung jedoch letztendlich der Übermacht ergeben. In weiter Folge wurde die Höhle auf Grund dieser Gefechte in Veteranische Höhle benannt. Im Verlauf des Russisch-Österreichischen Türkenkriegs (1787–1792) wurde die Veteranische Höhle erneut durch kaiserliche Truppen gegen die Türken verteidigt. Auch dieses Mal musste sich der Kommandant, Major Stein, der türkischen Übermacht beugen und kapitulierte nach zäher Verteidigung am 31. August 1788. Den kaiserlichen Truppen wurde freier Abzug gewährt.
Die Höhle ist heute durch ein Donaukraftwerk am Eisernen Tor überflutet und daher nicht zugänglich.
In weiterer Folge war Veterani wiederum mit der Verteidigung Siebenbürgens und des Banats beschäftigt, so befestigte er Karansebesch und Orsowa. Am 17. Mai 1694 ernannte ihn Kaiser Leopold I. zum Feldmarschall. Im September 1695 kam es dann schließlich zum Gefecht bei Lugosch, wo Veterani mit sieben Regimentern Reiterei (etwa 6500 Mann) und 800 Mann Fußvolk die anstürmenden Türken erwartete. Veterani vermochte bei den nun folgenden Kämpfen der mehr als zehnfachen türkischen Übermacht nichts mehr entgegenzusetzen. Er wurde schwer verwundet, seine Soldaten versuchten noch, ihn vom Gefechtsfeld zu entfernen, wurden jedoch eingeholt und niedergemacht. Veterani wurde dabei enthauptet, sein Kopf dem Sultan Mustafa II. überbracht, welcher befahl, den Leichnam Veteranis an Ort und Stelle zu bestatten.

## Rezeption
Durch die kaiserliche Entschließung von Franz Joseph I. vom 28. Februar 1863 wurde Friedrich von Veterani in die Liste der „berühmtesten, zur immerwährenden Nacheiferung würdiger Kriegsfürsten und Feldherren Österreichs“ aufgenommen, zu deren Ehren und Andenken auch eine lebensgroße Statue in der Feldherrenhalle des damals neu errichteten k.k. Hofwaffenmuseums (heute: Heeresgeschichtliches Museum Wien) errichtet wurde. Die Statue wurde 1867 vom Bildhauer Karl Costenoble aus Carrara-Marmor geschaffen, gewidmet wurde sie vom Kaiser selbst. In der Heldenallee der Gedenkstätte Heldenberg befindet sich eine Porträtbüste.